# 93-й пехотный полк (Великобритания)
93-й (Сатерлендский хайлендский) пехотный полк (англ. 93rd Sutherland Highlanders Regiment of Foot) — линейный пехотный полк британской армии, сформированный в 1799 году. Участник важнейших конфликтов XIX столетия в Европе и в колониях. После реформ Чилдерса полк был объединён с 91-м (Шотландских горцев Аргайлшира) полком, и стал называться Аргайл-сатерлендский хайлендский полк.

## История

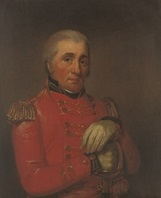
Генерал Уильям Вемисс, первый командир полка

### Формирование
16 апреля 1799 года генерал-майор Уильям Уэмисс от имени графини Сатерленда Елизаветы Левисон-Говер возглавил полк сформированный на основе Сатерлендских фениксов под названием 93-го (Шотландских горцев) полка. Первый сбор полка состоялся в Скайле в Стратнавере в августе 1800 года. Один из солдат, сержант Сэмюэль Макдональд, имел рост шесть футов десять дюймов, и имел грудную клетку размером 48 дюймов. Графиня Сатерленд, увидев его, пожертвовала специальное пособие в размере 2 шиллингов 6 пенсов в день и заявила, что любой такой крупный человек, как Макдональд, «должен получать больше средств к существованию, чем его военное жалование». Согласно историку Джеймсу Хантеру, в то время, как герцог Веллингтон описывал своих солдат как «сброд», который был призван из маргинальных слоёв городской бедноты, горцы 93-го пехотного полка, напротив, были описаны как «дети уважаемых фермеров»; «связанные прочными узами соседства и даже отношений»; «своего рода семейный корпус». Хантер также отметил, что в эпоху, когда военный порядок обычно поддерживался регулярными порками, одна из рот Сатерлендских горцев прослужила 19 лет не наказав ни одного человека. Таким образом, 93-й полк представлял «высоко оценённую картину военной дисциплины и морали».

### Наполеоновские войны

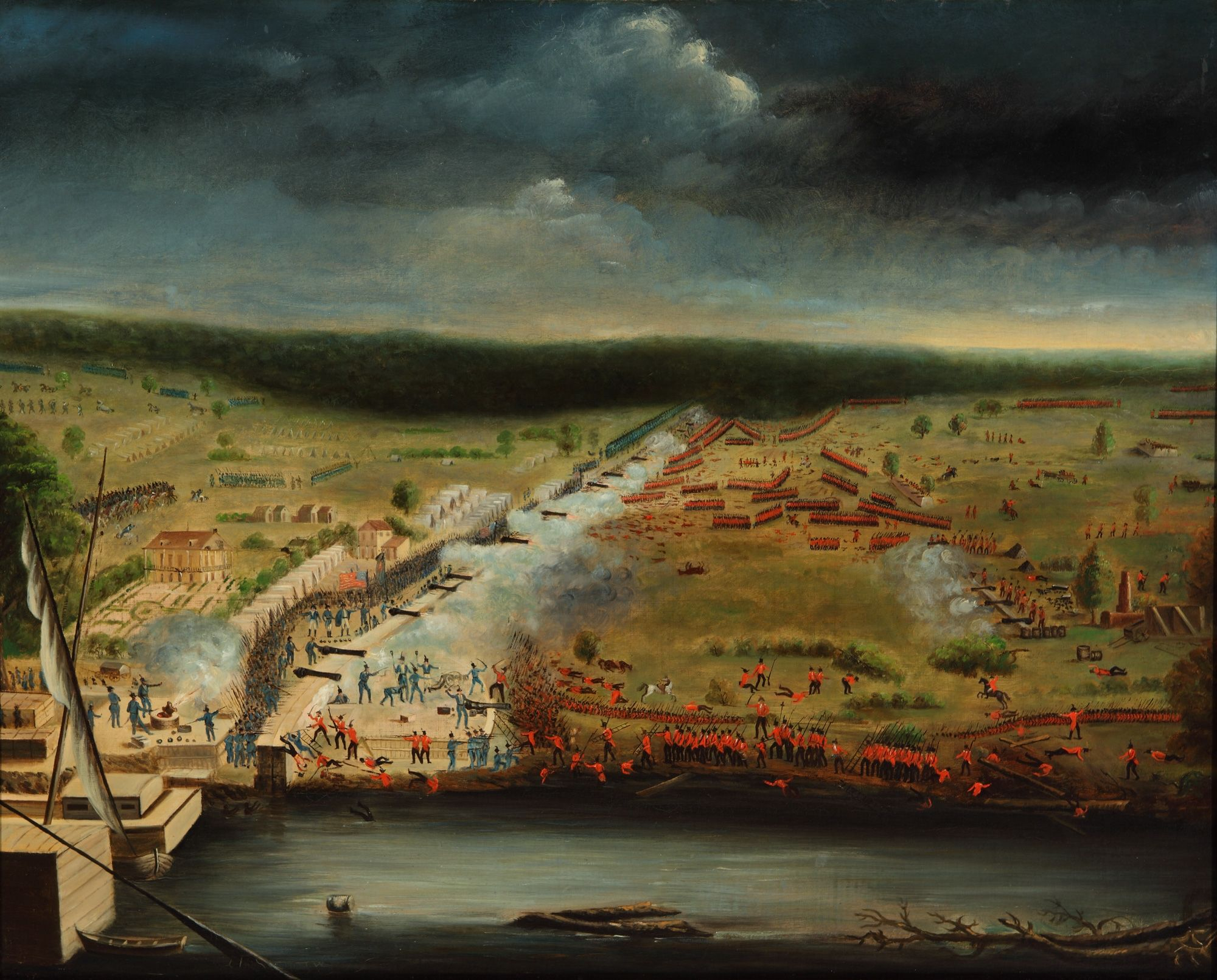
Битва за Новый Орлеан, январь 1815 года, Жан Гиацинт де Лаклотт из милиции Луизианы

В сентябре 1800 года полк был отправлен из Форт-Джорджа на Гернси, прибыл туда 23 октября и был впервые вооружён и полностью обеспечен снаряжением. Он вернулся в Шотландию в сентябре 1802 года, позднее был переброшен в Дублин в феврале 1803 года, чтобы помочь подавить восстание. В июле 1805 года он получил приказ отправиться на Ямайку, но после двухнедельного пребывания на корабле приказы были отменены, и полк отправился к мысу Доброй Надежды. Он прибыл в Столовую бухту в январе 1806 года и присоединился к бригаде шотландских горцев, которая высадилась в Лоспард-Бей с приказом захватить Капскую колонию, очистив её от голландских войск. Полк принял участие в сражении при Блауберге, которое несколько дней спустя привело к капитуляции голландских войск. Он оставался в колонии до апреля 1814 года, когда он отправился в метрополию.
Второй батальон был сформирован в Инвернессе в мае 1813 года. 2-й батальон был дислоцирован в Ньюфаундленде в апреле 1814 года , но в октябре 1815 года отправился на родину и был распущен в следующем году.
Между тем в сентябре 1814 года 1-й батальон отправился в Северную Америку года для участия в англо-американской войне 1812 года. В декабре 1814 года транспорты встали на якорь у входа в озеро Боргне у Мексиканского залива, а затем продвинулись по левому берегу реки Миссисипи в сторону Нового Орлеана. Он попал под огонь американской вооружённой шхуны на реке и уничтожил её. Следующий сражением полка стала битва при Новом Орлеане в январе 1815 года. Британские войска атаковали и захватили американскую позицию на правом берегу реки, в то время как на левом берегу, где произошёл основной штурм, отряд лёгких пехотных подразделений, в том числе 93-го пехотного полка, захватил передовой редут на американской стороне рядом с берегом реки. Тем не менее, британская атака на левом берегу замедлилась и генерал Джон Кин повёл по диагонали через всё поле основную часть 93-го полка, чтобы поддержать атаку британского правого фланга возле болота. После смерти подполковника Роберта Дейла, командира полка, не было отдано приказа ни продвигаться, ни отступить, поэтому полк остановился и понёс потери. Генерал Джон Ламберт, принявший командование после смерти генерала Эдварда Пакенхэма, наконец-то послал приказ об отходе войск и полк ушёл с поля. «Огромная храбрость», проявленная 93-м в этом наступлении, была отмечена американцем Полом Веллманом, биографом генерала Эндрю Джексона:
Те немногие, кто остались от полка в килтах, подошли к самому краю канала перед крепостным валом и остановились там. Солдаты, которым было приказано принести штурмовые лестницы и фашины, так и не подошли. Не в силах идти вперёд, и слишком гордые, чтобы отступать, хотя весь остальной полк позади них отступил. Наконец небольшая горстка тех, кто только что были частью великолепного полка, медленно отступила, всё ещё в полном порядке, всё ещё повернувшись лицом к врагу. Американцы энергично приветствовали их с крепостных валов. Все выстрелы прекратились.
1-й батальон отправился домой и высадился в Корке в Ирландии в мае 1815 года.

### Восстание в Верхней Канаде и Восстание Патриотов
Полк отправился в Вест-Индию в ноябре 1823 года. Он базировался на Барбадосе до февраля 1826 года, когда был передислоцирован в Антигуа и Сент-Китс. Он снова отправился домой в апреле 1834 года. Новые полковые флаги и отличия были представлены полку герцогом Веллингтоном в октябре 1834 года. Затем полк переехал в Дублин в октябре 1835 года. Он отправился в Канаду в январе 1838 года для службы при подавлении Восстания Патриотов: он высадился в Галифаксе, Новая Шотландия в марте 1838 года и принял участие в Битве за ветряную мельницу в ноябре 1838 года. Он оставался в Канаде, пока не отправился домой в августе 1848 года.

### Крымская война

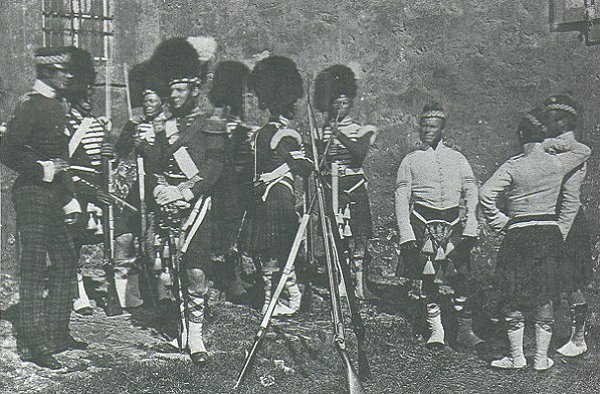
Ранняя фотография, сделанная в Скутари, офицеров и солдат 93-го Горного полка незадолго до их отправки на Крымскую войну 1854 года.

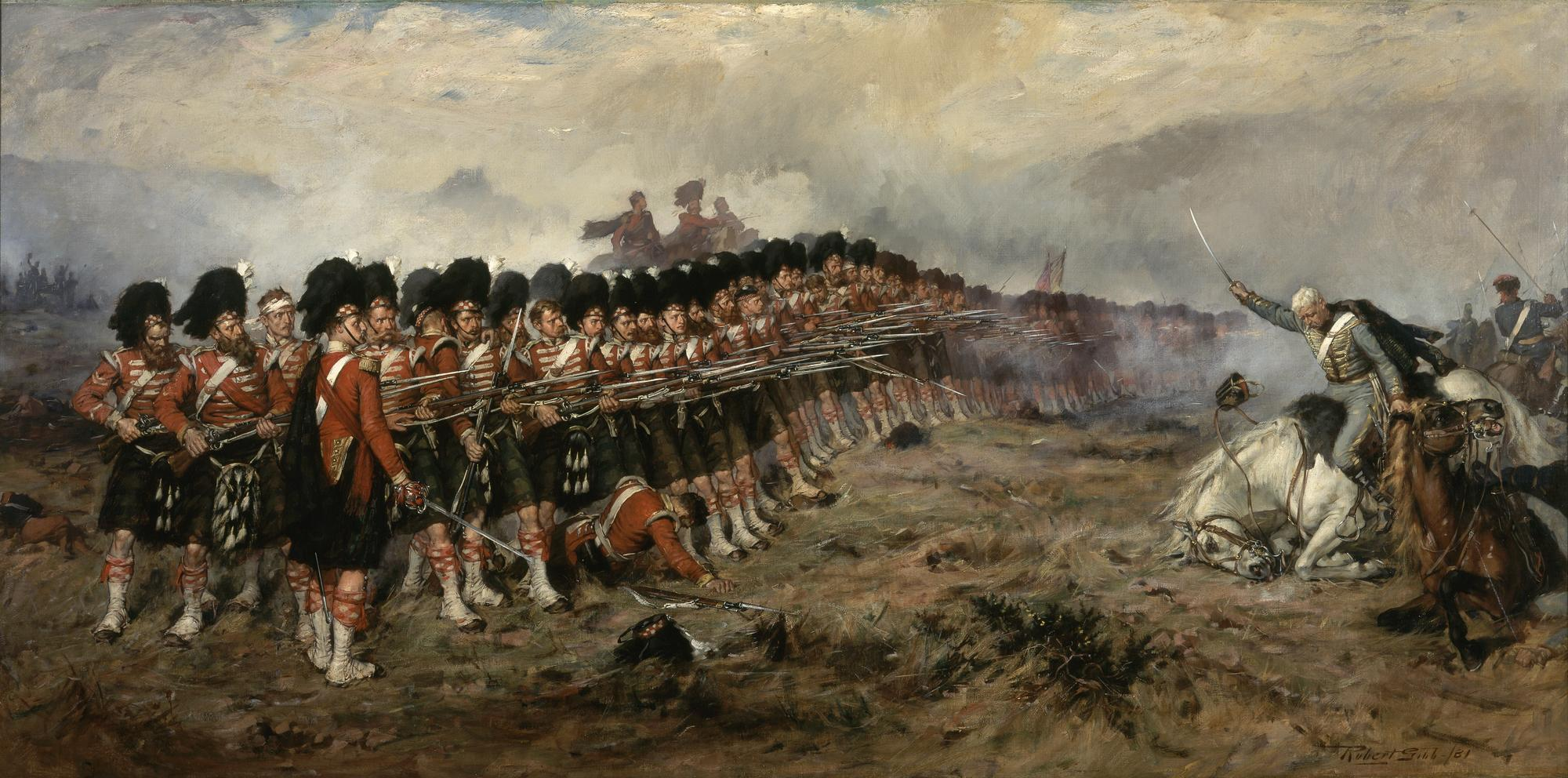
Картина 1881 года Роберта Гибба «Тонкая красная линия», изображающая 93-го полк в битве при Балаклаве в октябре 1854 года.

Полк прибыл в замок Стерлинг в октябре 1848 года и предоставил почётный караул королеве Виктории во время её визита в Глазго в августе 1849 года. Он отправился в Крым для участия в Крымской войне в феврале 1854 года. Как часть Бригады шотландских горцев бригадного генерала Колина Кэмпбелла, она приняла участие в битве при Альме в сентябре 1854 года. 25 октября 1854 года полк был размещён на аванпостах контролируемого британцами порта Балаклава как часть его относительно слабой обороны. Русская армия направила большие силы для нападения на Балаклаву, началась битву под Балаклавой. Угроза частично была отражена генералом Джеймсом Скарлеттом и тяжёлой кавалерийской бригадой, но остальная часть российских сил направилась прямо на позиции 93-го полка.
Генерал-майор сэр Колин Кэмпбелл (впоследствии фельдмаршал) прокричал солдатам 93-го полка, проезжая вдоль линии: «Отсюда нет отступления, парни … вы должны умереть там, где стоите». Один из солдат, Джон Скотт, ответил: «Да, сэр Колин. Должно быть, мы сделаем это». Когда молодые солдаты двинулись было вперёд для штыковой атаки, Кэмпбелл крикнул: «93-й, 93-й, чёрт побери!» Журналист Times У. Рассел, комментируя происходившее, сообщил:
Русские атаковали горцев. Земля летит под ногами их лошадей; набирая скорость на каждом шагу, они устремляются к этой тонкой красной линии, увенчанной стальной полосой.
Это породило неформальное прозвище полка: «Тонкая красная линия». Историк Томас Картер писал:
Продвигаясь с большим напором при поддержке артиллерии, русская кавалерия появилась на месте происшествия. Одна её часть атаковала передний и правый фланг 93-го полка, но была немедленно отброшена энергичным и устойчивым огнём этого выдающегося полка под командованием подполковника [Уильяма Бернарда] Эйнсли.
Полк также принял участие в других более мелких боях при осаде Севастополя вплоть до июня 1855 года, прежде чем отправиться домой в июне 1856 года.

### Восстание сипаев

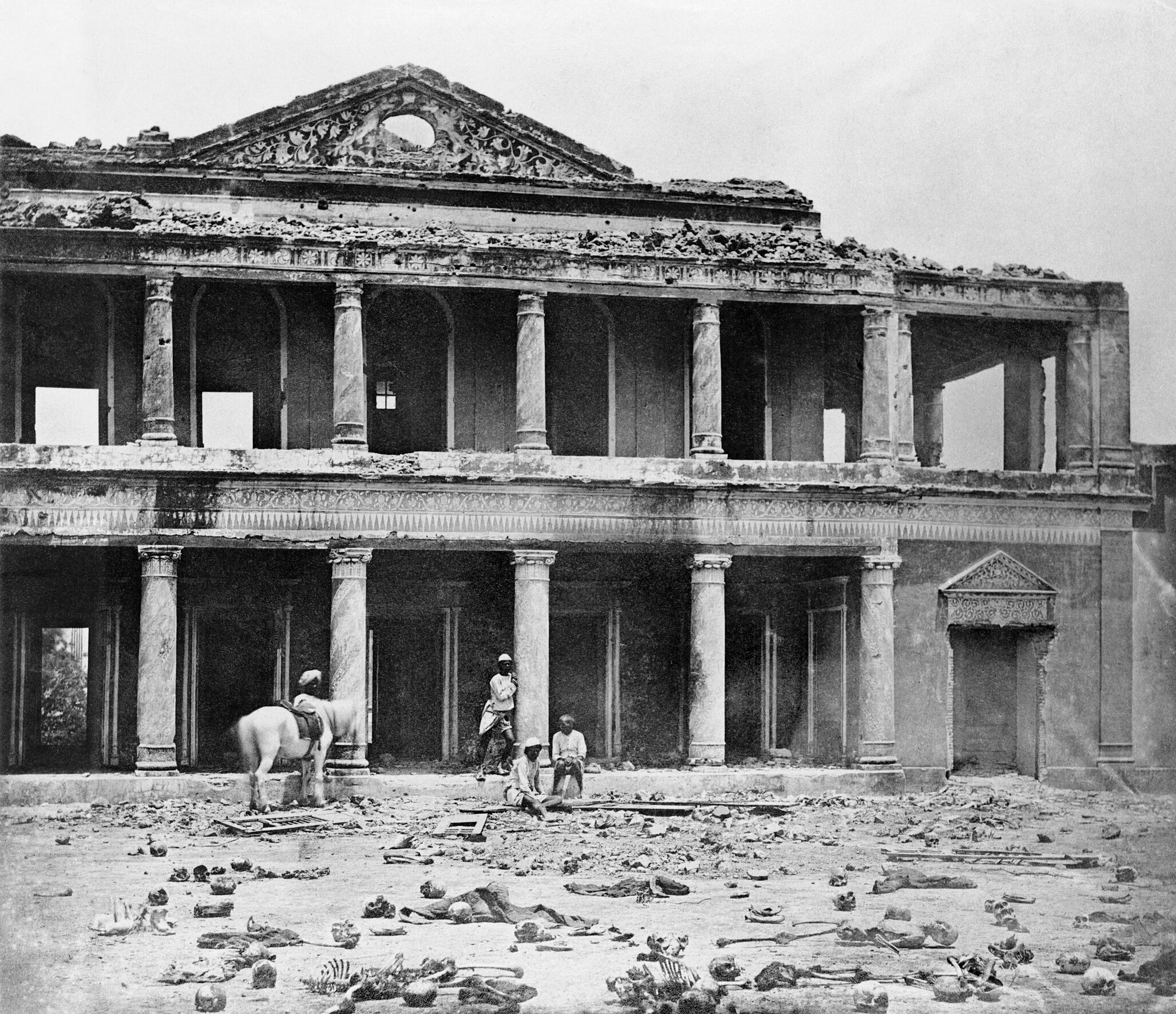
Вид Сикандар-Багха после резни 2000 повстанцев 93-м полком и 4-м Пенджабским полком в ноябре 1857 года. Фото Ф. Беато

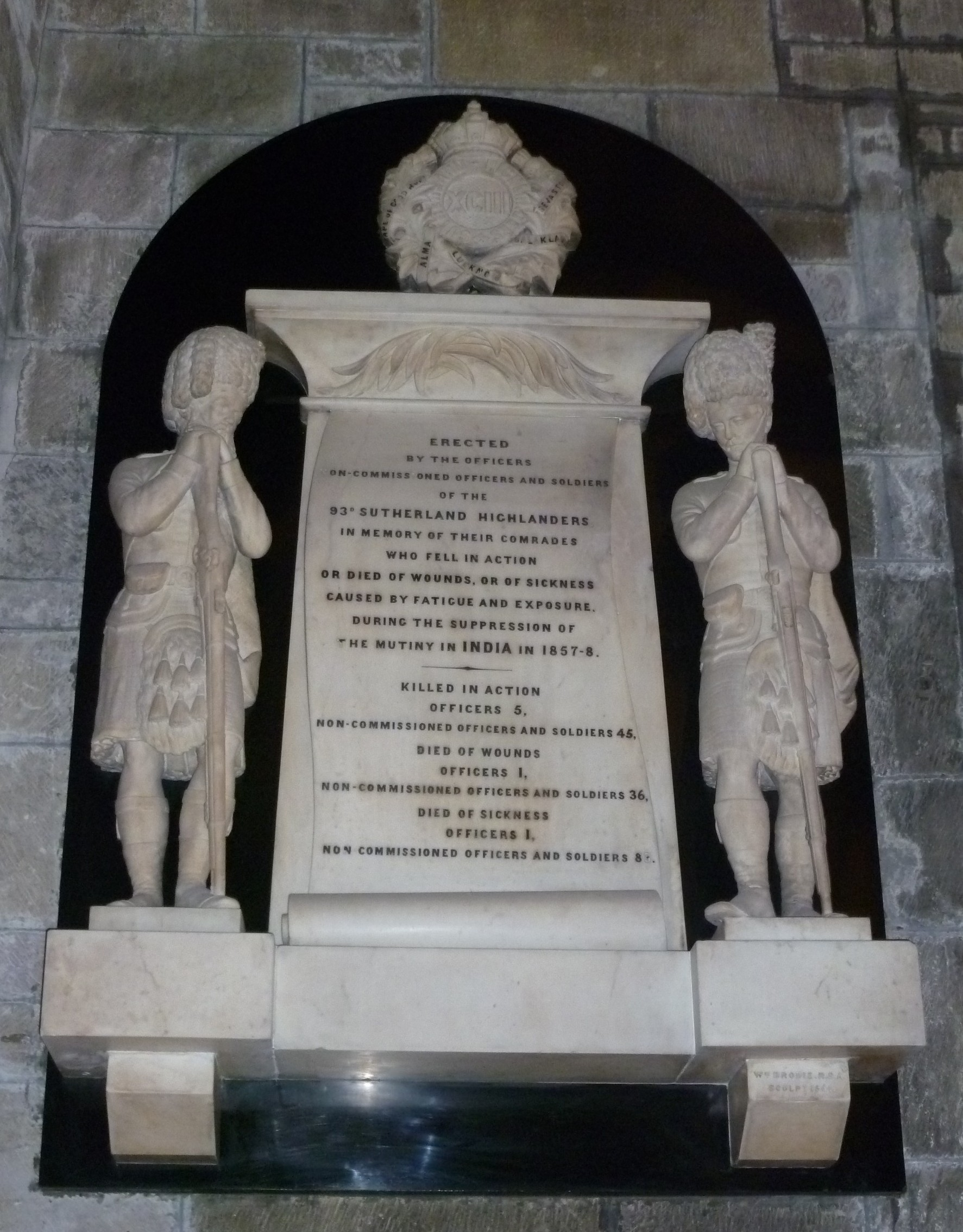
Полковой мемориал для погибших в ходе индийских мятежей в Сент-Джайлс-Хай-Кирке, Эдинбург

Полк отплыл в Индию в июне 1857 года, чтобы помочь подавить индийское восстание сипаев. Он прибыл в Калькутту в сентябре 1857 года и был встречен генералом сэром Колином Кэмпбеллом. Под сильным вражеским огнём полк вместе с 4-м пенджабским пехотным полком принял участие в штурме и захвате Сикандар Баг, укреплённого стеной сада, 16 ноября 1857 года. Шестью Крестами Виктории были награждены солдаты полка за заслуги в этом сражении. На рассвете 17 ноября 1857 года полковой флаг был поднят на вершине башни в качестве сигнала осаждённому гарнизону резиденции в Лакхнау. В ночь на 19 ноября 1857 года полк обеспечил прикрытие огнём во время эвакуации резиденции. Затем в декабре 1857 года полк снова вступил в бой во Второй битве при Канпуре.
Полк также принял участие в штурме и захвате Кайзера Багха в марте 1858 года: крест Виктории был вручён лейтенанту Уильяму Макбину за его победу над одиннадцатью повстанцами, которых он зарубил своей саблей во время боя. Затем полк принял участие в захвате города Барейли в мае 1858 года и стычке в Руссулпоре в октябре 1858 года. Он был переименован в 93-й (Шотландских горцев Сатерленда) полк в 1861 году затем отправился домой в феврале 1870 года. Полк высадился в Бернтисленде в марте 1870 года и получил новые знамёна от герцогини Сатерленд в августе 1871 года. Он передислоцировался в лагерь Карраг в Ирландии в мае 1877 года и в Гибралтар в январе 1879 года.

### Укрупнение
В рамках реформ Кардуэлла 1870-х годов, когда полки из одного батальона были объединены попарно в единый состав как и призывные округа, 93-й полк был объединён с 92-м (Шотландских горцев Гордона) полком и получил призывной округ № 56 в казармах Каслхилла в Абердине. 1 июля 1881 года вступили в силу реформы Чилдерса и полк объединился с 91-м (аргайлширский принцессы Луизы) полком для формирования Аргайл-сатерлендского хайлендского полка.

## Полковые религиозные традиции
93-й пеший полк считался самым религиозным полком в британской армии. Он имел собственный приход, со старейшинами выбранными по званиям. Старейшинами избрали двух сержантов, двух капралов и двух рядовых. Полк, как говорили, был единственным полком с его собственной регулярной табличкой причастия.

## Спорт
В 1872 году на базе полка была образована команда «Найнти Сёрд Хайленд Реджимент», которая изначально играла в регби, но позже переключилась на футбол.

## Боевые награды

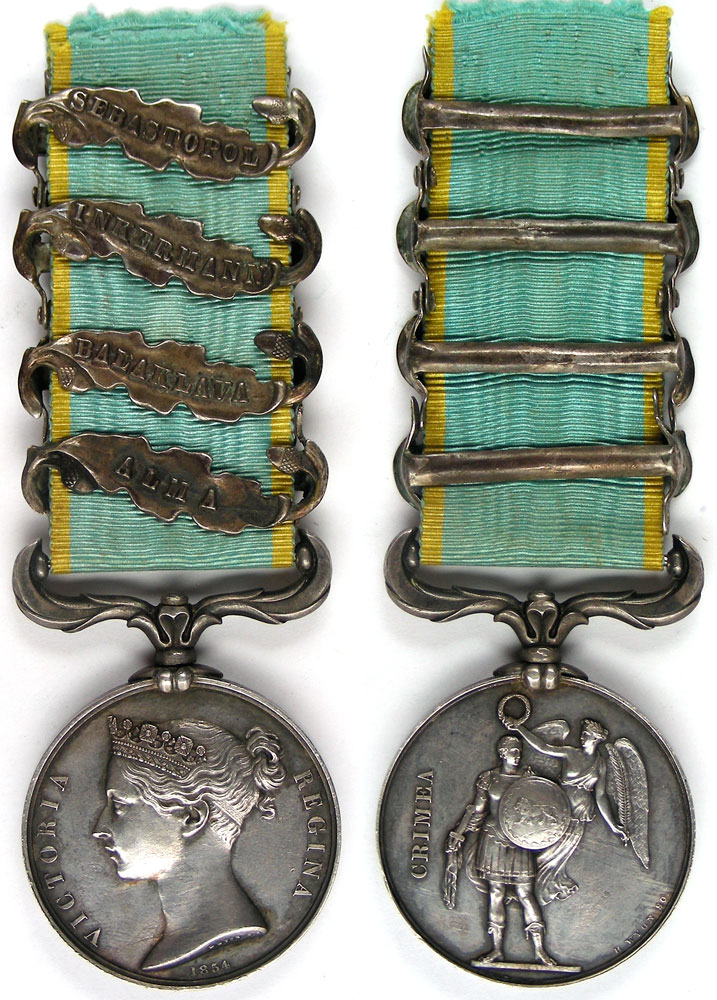
Крымская медаль с планками сражений. 93-й полк участвовал во всех, кроме Инкерманского.

Боевые награды (включая планки сражений на медали компании), завоёванные полком:  
- Мыс Доброй Надежды 1806
- Крымская война : планки Альма, Балаклава, Севастополь
- Восстание сипаев: Лакхнау

## Кресты Виктории
- Младший капрал Джон Данлай, Восстание сипаев (16 ноября 1857 г.)
- Рядовой Питер Грант, Восстание сипаев (16 ноября 1857 г.)
- Рядовой Дэвид Маккей, Восстание сипаев (16 ноября 1857 г.)
- Лейтенант Уильям МакБин, Восстание сипаев (11 марта 1858 г.)
- Цветной сержант Джеймс Мунро, Восстание сипаев (16 ноября 1857 г.)
- Сержант Джон Патон, Восстание сипаев (16 ноября 1857 г.)
- Капитан Уильям Джордж Драммонд Стюарт, Восстание сипаев (16 ноября 1857 г.)

## Полковники полка
Полковниками полка были: 
93-й (Шотландских горцев) Полк  (1799)
- 1800–1822: Генерал Уильям Уэмисс[англ.] из Уэмисса
- 1822: Генерал Сэр Томас Хислоп, Bt, GCB
- 1822–1832: генерал-лейтенант Сэр Хадсон Лоу, KCB, GCMG
- 1832–1833: генерал-лейтенант Сэр Джон Кэмерон, KCB
- 1833–1840: генерал-лейтенант Сэр Джаспер Николс, KCB
- 1840–1850: Генерал Сэр Джеймс Доус Дуглас, GCB
- 1850–1852: генерал-лейтенант Уильям Уэмисс (сын генерала Уильяма Уэмиса, выше)
- 1852–1858: генерал-лейтенант Эдвард Паркинсон, CB
- 1858–1860: Министр иностранных дел сэр Колин Кэмпбелл, 1-й барон Клайд, GCB, KCSI
- 1860–1862: генерал-лейтенант Уильям Сазерленд

93-й (Шотландских горцев Сатерленда) полк  (1861)
- 1862–1868 гг .: Генерал Александр Фишер Макинтош, KH
- 1868–1873: генерал-лейтенант Чарльз Кроуфурд Хей
- 1873–1875: генерал-лейтенант Сэр Генри Уильям Стистед, KCB
- 1875–1876: Генерал Фриман Мюррей
- 1876–1880 гг .: Генерал Уильям Мунро, CB
- 1880: Генерал Марк Керр Атерли
- 1880–1881: Генерал Достопочтенный Сэр Роберт Ролло, KCB
- 1881: Полк, объединён с 91-м полком принцессы Луизы (Шотландских горцев Аргайлшира), чтобы сформировать новый полк принцессы Луизы (Шотландских горцев Аргайла и Сазерленда)